# 저스티스 리그 다크
《저스티스 리그 다크》(영어: Justice League Dark)는 2017년 비디오 애니메이션 영화로, 피터 밀리건과 미켈 하닌이 만든 히어로 팀 '저스티스 리그 다크'를 주인공으로 한 작품이다. 제이 올리바 감독이 연출하고 어니 올트배커, J. M. 디머테이스가 각색했다. DC 애니메이션 영화 유니버스 소속. 배트맨을 비롯한 저스티스 리그도 잠깐이나마 등장한다.

## 성우진
- 제이슨 오마라 - 브루스 웨인 / 배트맨
- 맷 라이언 - 존 콘스탄틴
- 커밀라 러딩턴 - 자타나
- 니컬러스 터투로 - 보스턴 브랜드 / 데드맨
- 레이 체이스 - 제이슨 블러드 / 악마 에트리간
- 로저 크로스 - 앨릭 홀랜드 박사 / 스웜프 싱, 존 스튜어트 / 그린 랜턴
- 콜린 빌라드 - 블랙 오키드
- 제리 오코널 - 클라크 켄트 / 슈퍼맨
- 로사리오 도슨 - 다이애나 프린스 / 원더우먼
- 엔리코 콜란토니 - 펠릭스 파우스트
- 제러미 데이비스 - 리치 심슨
- 앨프리드 몰리나 - 데스티니
- J. B. 블랑크 - 애브니게이저, 멀린
- 제프리 빈센트 패리스 - 래스
- 프레드 태터쇼어 - 가스트
- 브라이언 T. 덜레이니
- 로라 포스트